# Приют (Компаніївський район)
Приют — колишній населений пункт в Кіровоградській області у складі Компаніївського району.

## Стислі відомості
В 1930-х роках — у складі Лозуватської сільської ради.
В часі Голодомору 1932—1933 років в селах Приют; Дружба; Граніт; Волошки; Вовча нелюдською смертю померло не менше 28 людей.
Дата зникнення станом на лютий 2023 року невідома.